# Кочубеево
Кочубеево — поселок в Правдинском районе Калининградской области.

## География
Находится в южной части Калининградской области на расстоянии приблизительно 30 км на восток-юго-восток по прямой от административного центра района города Правдинск.

## История
Населенный пункт назывался ранее Агонкен до 1938 года, Альзидель до 1950 года. В составе Правдинского района с 2006 по 2015 год входил в Железнодорожное городское поселение.

## Население
Численность населения: 59 человека (1910 год), 5 (русские 100 %) в 2002 году, 3 в 2010.